# Gallo crocitanti AMOIBH
Gallo crocitanti ΑΜΟΙΒΗ (Francuzowi kraczącemu odpowiedź) – satyra polityczna Jana Kochanowskiego w języku łacińskim. Wiersz powstał po 1576, a w 1612 opublikowano go w drugiej edycji zbioru Lyricorum libellus (Kraków, oficyna Andrzeja Piotrkowczyka). Utwór zbudowany jest z heksametrów.
Satyra ta była odpowiedzią (słowo ἀμοιβή, amojbe, użyte w tytule oznacza w języku greckim odpowiedź) na paszkwil Filipa Desportes'a pt. Adieu á la Pologne. Paszkwil ten powstał we Francji po ucieczce Henryka Walezego i był zjadliwą krytyką Polski. Niezapowiedziany wyjazd króla został bardzo źle przyjęty przez społeczeństwo polskie, a paszkwilancki wiersz dodatkowo podsycił nastroje antyfrancuskie. Kochanowski poczuł się osobiście dotknięty tą sytuacją, ponieważ był gorącym zwolennikiem wyboru francuskiego księcia na króla Polski – przed elekcją poświęcił mu łacińską odę pt. Ad Henricum Valesium regem in Galliis morantem. Przypuszcza się także, że brał czynny udział w jego wyborze.
W odpowiedzi na paszkwil Kochanowski posłużył się aluzjami (np. do nocy św. Bartłomieja), oszczerstwem, drwiną i ironią. Użyte w tytule słowo Gallus oznaczało zarówno Francuza, jak i koguta oraz eunucha. Poza tą odpowiedzią Kochanowski napisał (także po łacinie) wierszowaną bajkę polityczną pt. De electione, coronatione et fuga Galli o podobnej tematyce.